# Рибачук Ада Федорівна
А́да Ф́едорівна Рибачу́к (27 липня 1931, Київ — 21 вересня 2010, Київ) — українська художниця і графікиня. Член НСХУ. Почесний член Спілки кінематографістів України.

## Життєпис
Народилася 27 липня 1931 року у Києві. Батько, Федір Рибачук, кадровий офіцер Червоної армії, був на фронті з першого й до останнього дня Німецько-радянської війни. Решта родини евакуювалася до Казахстану, де Ада закінчила чотири класи початкової школи.
У 1945—1950 роках навчалася в Київській художній середній школі, яку закінчила із золотою медаллю. По закінченні школи вступила до Київського державного художнього інституту, де на третьому курсі познайомилася з художником і скульптором Володимиром Мельниченком, з яким одружилася.
У 1954 році разом з чоловіком здійснює першу подорож на Північ, провівши травень і червень на березі Білого моря, а з липня до вересня — на острові Колгуєв у Баренцевому морі під час переддипломної практики.
У 1955 році, по затвердженні теми дипломної роботи — «Зимовий берег Білого моря. Острів Колгуєв» — вирушила з чоловіком у другу експедицію на Північ тривалістю півтора роки. Упродовж 1955—1958 років створила серію ілюстрацій (переважно ліногравюр) до дитячих видань і картин з Півночі («Погоня», «Ліпк, син Севка», «Елалау. Велика стоянка»).
У 1957 році, з річним запізненням, закінчила художній інститут у майстерні О. Шовкуненка. 10 квітня відбувся публічний захист дипломів А. Рибачук і В. Мельниченка, який став фактично і першою персональною виставкою художників, влаштованій в актовому залі інституту. Того ж року вступила до Спілки художників СРСР, проте тільки три роки потому Спілка художників України зарахувала її також до свого складу.
У 1957—1959 роках Ада Рибачук з чоловіком здійснюють третю, найтривалішу подорож на Північ.
З 1957 року брала участь у республіканських, всесоюзних, а також зарубіжних виставках: в Об'єднаній Арабській Республіці (1958), Чехословаччині (1957, 1958), Фінляндії, Угорщині, Югославії (1961), Італії (1962), Іраку (1963), Афганістані (1964), Монголії (1964), Польщі (1967), США (1977, 1995), Болгарії (1985), Угорщині (1985), НДР (1986), Норвегії (1993) та багатьох інших. Прагнучи створити в місті художній музей, разом з чоловіком 1959 року подарувала місту 118, а 1979-го — ще 33 твори.
Із 1960-х років працювала в галузі монументально-декоративного мистецтва, живопису, графіки.
З 1995 року — почесний член Народної академії культури та людських цінностей (США). Почесний член Спілки кінематографістів України (1999). Почесний громадянин міста Нар'ян-Мар (1998).
Ада Рибачук пішла з життя 22 вересня 2010 року.

## Творчість
Ада Рибачук працювала у творчому тандемі з чоловіком Володимиром Мельниченком. Усі спільні роботи — монументальні та архітектурні твори, графіку, скульптуру та фільми — вони підписували абревіатурою «АРВМ».
У своїх творах митці нерідко використовували мотиви українського народного мистецтва.
Їхня творчість випромінює любов до всього людства, співчуття до знедолених. Вона демонструє не тільки високий професійний рівень, а й неабияку громадянську відвагу, вірність принципам гуманізму, які доводилось обстоювати фактично в умовах андеґраунду.
Грандіозний «Північний цикл» Рибачук — Мельниченка довів нездоланну відвагу ненців — народу, що живе на межі трагічного знищення.
Далеко не всі проєкти було реалізовано, часто пара зустрічала спротив чиновників. Головною темою багатьох творів тандему є оптимістичне співставлення Життя і Смерті.

### Монументальні твори
- Серія панно в інтер'єрі центрального автовокзалу (Київ, 1960): дизайн, кольорова пластика, декоративно-монументальні твори, ескізи тканин 1961—1962 (свідоцтво про авторські права № 99116).
- Серія панно в інтер'єрі палацу дітей та юнацтва (Київ, 1963—1968): дизайн, елементи благоустрою, монументальні твори — мозаїки в холі естетичного виховання дітей, «Діти світу» «Чарівна скрипочка» (присвячено Марії Приймаченко), «Сонце та золоті пташки», «Вершники» і 25 емблем дитячих гуртків-відділів навчання.
- Декоративний басейн «Сонце, Зорі та Сузір'я» перед головним фасадом Палацу дітей та юнацтва: рельєф, кольоровий бетон, мозаїка, 713 кв. м. На 1967 рік архітектурний ансамбль Палацу визнано найкращим в СРСР.
- «Квітка Вогню» — скульптурна пластика композиції «Смолоскип», декоративний рельєф із кольорового бетону. Площа 33 кв. м.
- «Коли руйнується Світ. Бабин Яр» — конкурс, концепція, проєкт-модель пам'ятника «Жертвам фашизму» (1965).
- Історико-археологічний парк «Стародавній Київ» (1968): концепція, проєкт. Диплом «Кращий проєкт 1968 року».
- Історико-археологічний комплекс «Контрактова площа» в Києві: проєкт, концепція, підземний музей, пластика. Диплом «Найкращий проєкт 1972 року».
- Камінь-символ для пам'ятника в місті-побратимі Флоренції «Київ — Місто-Герой» (1972 р.). Два варіанти: «Кирило Кожум'яка», «Герб Міста-Героя». 200×300×100 мм.
- «Парк Пам'яті. Зали прощання. Рельєфи Стіни Пам'яті у Києві» — меморіально-обрядовий комплекс. Байкова гора. 1968—1982. Концепція, проєкт, архітектурна пластика, проєктування, авторське виконання генплану комплексу, залів прощання, земляних терас колумбарію, рельєфів Стіни Пам'яті. Диплом «Найкращий проєкт 1968 року». Рельєфи Стіни Пам'яті знищено у 1982 році.
- Проєкт реконструкції Меморіально-обрядового комплексу «Парк Пам'яті»: концепція, генплан, проєкт відновлення (1996).

### Стіна пам'яті на Байковому цвинтарі
Стіна Пам'яті — один з ключових об'єктів Парку Пам'яті, створеного в період з 1968 по 1982 рік на Байковій горі. Ада Рибачук і Володимир Мельниченко є авторами концепції всього парку, концепції будівлі залів прощання та горельєфів Стіни Пам'яті. Стіну було створено в 1975—1982 роках. Невід'ємною її частиною є 24 композиції — горельєфи, що є зовнішньою поверхнею моноліту.
За задумом авторів, Стіна Пам'яті мала стати своєрідним життєписом історії покоління, емоційною підтримкою тим, хто переживає складний час втрати й прощання. Стіну називають «стрічкою, у якій послідовно розгортаються сцени зі світової історії та міфології — від міфу про Прометея до Другої світової війни та повоєнної відбудови». Проєкт стіни передбачає хід по «периметру смерті», під час якого, на зразок слайдів, змінюються картини архетипічних образів — серед іншого це Ікар, а також персоніфіковані образи Весни, Любові, Творчості та Материнства.
Коли у 1981 році роботи було майже закінчено, Міністерство культури УРСР вирішило знищити горельєфи як такі, що не відповідають принципам соціалістичного реалізму. Так, у 1982 році дві тисячі квадратних метрів Стіни було залито шаром бетону. Аж до 1980-х з'являлися розгромні статті щодо монументальної творчості тандему Рибачук — Мельниченко, яка не вписувалась у канони соцреалізму.

Відновити частину роботи вдалося 18 травня 2018 року, коли в межах фестивалю Kyiv Art Week презентували перший відновлений фрагмент «Стіни пам'яті»: тоді вдалося розчистити 6 м2. Восени 2021 року фондом АРВМ, силами молодих волонтерів було вивільнено композицію «Берегиня». Ще 23 композиції по всій Стіні залишаються похованими під шаром бетону.

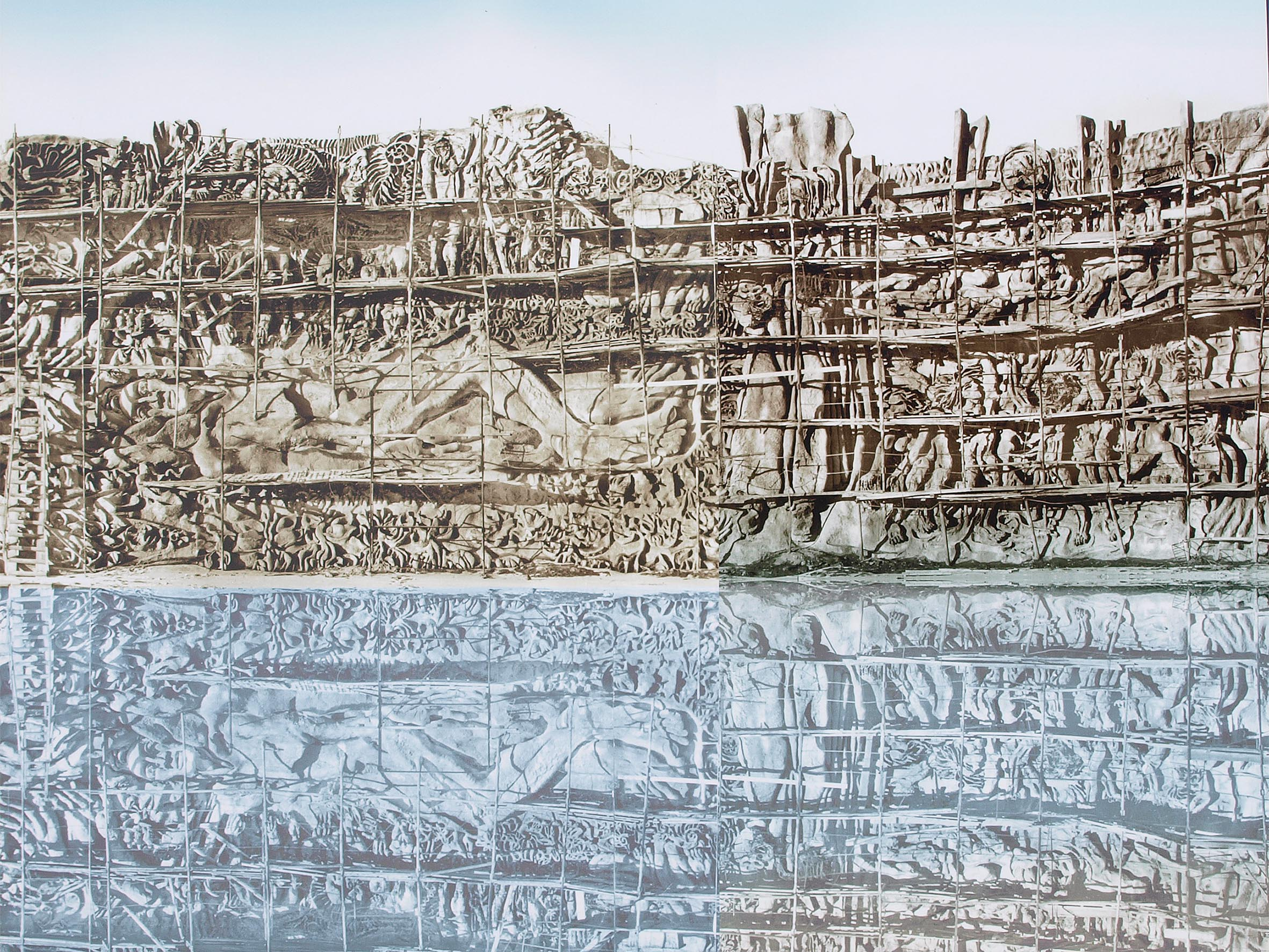
Ескіз Стіни пам'яті
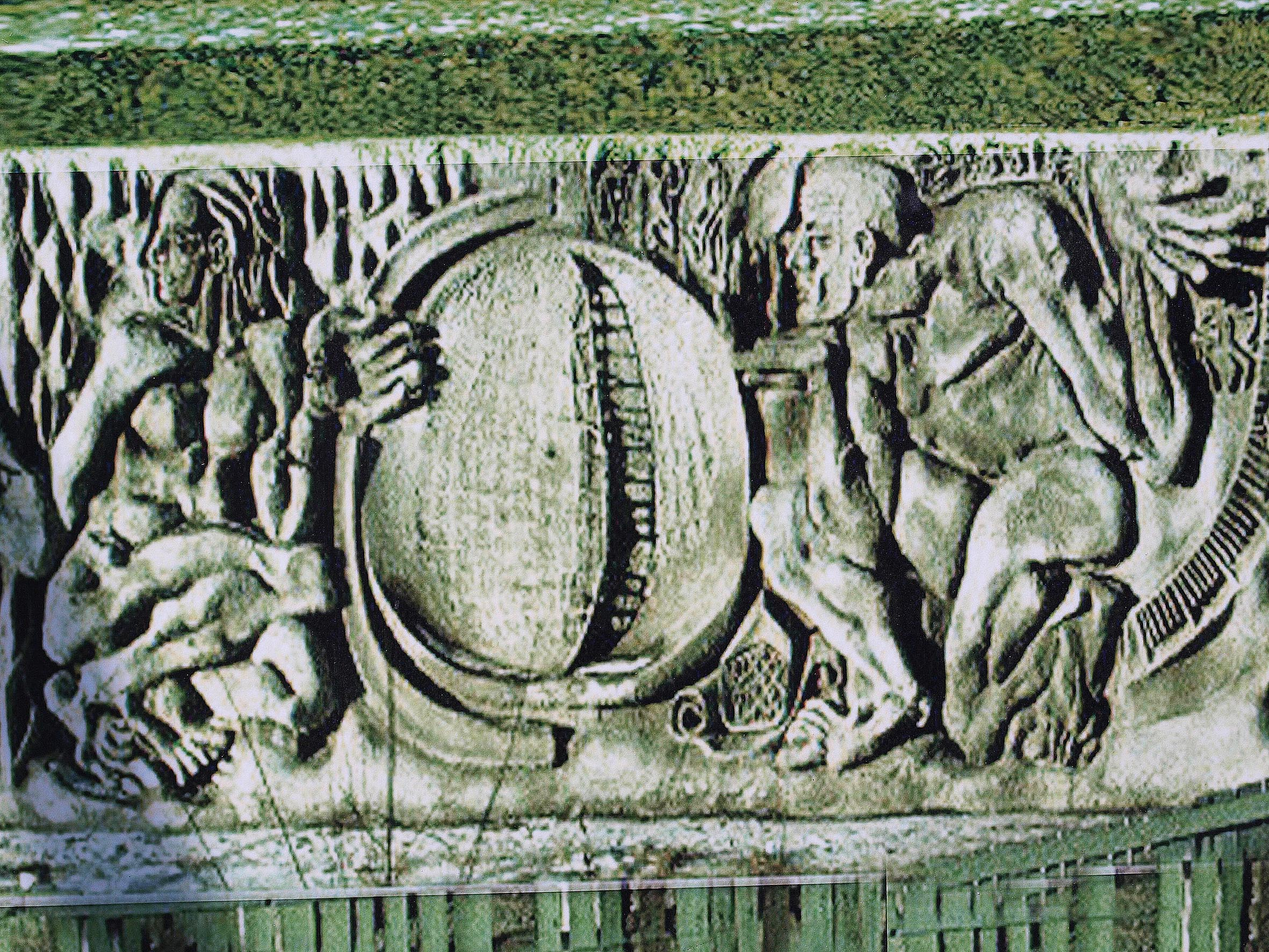
Фрагмент Стіни пам'яті
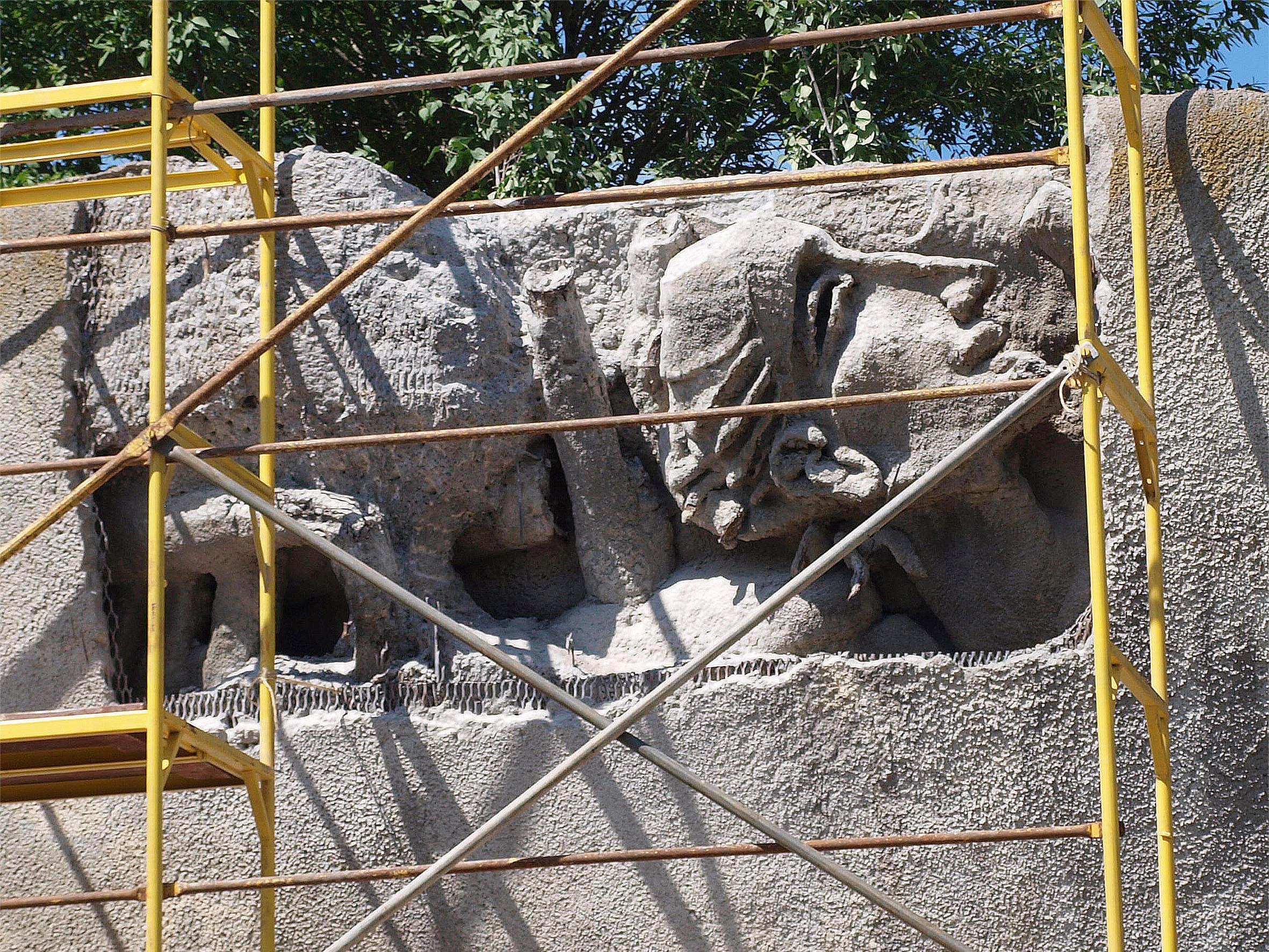
Відновлення фрагменту Стіни пам'яті, травень 2018

### Вкрадена картина «Закохані»
Картину Ади Рибачук було створено у 1959 році в селищі Кара, під час третьої експедиції Рибачук і Мельниченка на російську Північ. Для цієї роботи художники позували одне одному. Довгий час твір зберігався в майстерні Національної спілки художників України, звідки зрештою зник. Востаннє Володимир Мельниченко бачив її в серпні 2020 року.
У вересні 2021 року картину випадково побачили на фейсбук-сторінці галеристки Людмили Березницької. Виявилося, що вона зберігається в приватній колекції Євгена Березницького, і її виставлено у приватній галереї Bereznitsky Art Foundation як буцімто твір Віктора Зарецького. Несподіванкою став цей факт для онуки Зарецького — Олени Зарецької, котра заявила, що ця робота не була створена її дідом.
Згодом голова правління фонду художників Ади Рибачук і Володимира Мельниченка (АРВМ) Ксенія Кравцова повідомила, що з Євгеном Березницьким вони зустрілись одразу після виникнення запитань щодо авторства картини. Виявилося, що картина належить не Березницькому, а його партнерові на ім'я Сергій. Той у свою чергу запевняв, що картину купив у іншого художника, який на момент скандалу вже начебто помер, а отже компенсацію за картину фонд АРВМ тепер має виплатити йому, Сергієві. Тим часом Євген Березницький вдався до аналізу підпису Зарецького на картині, поставивши під сумнів авторство Ади Рибачук. На цьому етапі Фонд АРВМ вийшов з перемовин. За словами Кравцової, економічний вимір питання — це десятки тисяч доларів.

## Оцінка Роквелла Кента
Американський художник і мандрівник Роквелл Кент, який тривалий час мешкав серед народів Півночі, схвально поставився до творчості київських художників і дав їм високу оцінку. У передмові до другого видання повісті «Саламіна» він писав: «Нещодавно в Москві я зустрівся з двома обдарованими молодими художниками з Києва Адою Рибачук і Володимиром Мельниченком. Вони жили та працювали в Радянській Арктиці, так само, як і я, вони люблять Крайню Північ і тамтешніх жителів. Мені казали, нібито дехто дорікав цим художникам, що, живучи на Півночі, вони відриваються від дійсності. Яке несправедливе це звинувачення! Під блискучим покривом сучасного життя, його культурних манер та одягу, усе більшого числа вигóд, знаходиться Людство, Людина з її розумом і почуттями. Хіба це не змушує нас прагнути проникнути крізь покрови, щоб пізнати людину, її сутність? Хіба мистецтво не повинно відкрити її нам? Цю сутність відкривають роботи двох згаданих молодих художників».